# Life as We Know It
Life as We Know It è una serie televisiva statunitense, basata sul romanzo Chiodo fisso (Doing It), scritto da Melvin Burgess.

## Trama
Dino, Ben e Jonathan sono tre inseparabili amici di Seattle. Frequentano il college insieme a Deborah, Jackie e Sue e tra lezioni, appuntamenti, feste…dovranno affrontare i tipici problemi di ogni adolescente: il rapporto con gli altri, il sesso, le amicizie, la famiglia…

## Cast
- Sean Faris - Dino Whitman
- Jon Foster - Ben Connor
- Chris Lowell - Jonathan Fields
- Missy Peregrym - Jackie Bradford
- Jessica Lucas - Sue Miller
- Kelly Osbourne - Deborah Tynan
- Lisa Darr - Annie Whitman
- D. B. Sweeney - Michael Whitman
- Marguerite Moreau - Monica Young
- Sarah Strange - Mia Tynan
- Martin Cummins - Dave Scott
- Evan Smith - Max Whitman
- Jessica Harmon - Zoe

## Sigla
La canzone della sigla è cantata da Michael Tolcher ed è intitolata "Sooner or Later", il testo è di Gabe Sachs e Jeff Judah.

## Distribuzione
- Stati Uniti, trasmessa sul canale ABC nella stagione 2004-2005. Per un problema di ascolti bassi la serie venne interrotta dopo la trasmissione di 11 episodi sui 13 previsti.
- Italia, trasmessa su MTV Italia.
- Australia, trasmessa su Seven Network dal 5 dicembre 2006 il martedì alle 22:30

## Episodi
| Stagione       | Episodi | Prima TV originale | Prima TV Italia |
| -------------- | ------- | ------------------ | --------------- |
| Prima stagione | 13      | 2004-2005          | 2006-2007       |